# The Last Days – 12 Wochen nach der Panik
The Last Days – 12 Wochen nach der Panik ist ein spanischer Film der Genres Horror, Science Fiction und Thriller aus dem Jahr 2013.

## Handlung
Im Jahr 2013 breitet sich eine mysteriöse Epidemie auf der Erde aus, die die Menschheit eine irrationale Angst vor offenen Räumen entwickeln lässt, so dass sich die Menschen nur noch in ihren Häusern oder in anderen Gebäuden aufhalten. Als sich Barcelona im Chaos wiederfindet, versucht Marc, seine Freundin Julia zu finden, ohne jemals nach draußen zu gehen.

## Hintergrund
Gedreht wurde in der katalanischen Hauptstadt Barcelona mit einem geschätzten Budget von 5 Mio. Euro. Das Einspielergebnis liegt bei geschätzten 4,3 Mio. US-Dollar.

## Auszeichnungen
Filmpreis Gaudí: 11 Nominierungen, 7 Auszeichnungen
Filmpreis Goya: 2 Nominierungen